# نهر أليغيني
نهر أليغيني هو مجرى طويل من المنبع لنهر أوهايو في غرب بنسيلفانيا ونيويورك. يمتد نهر أليغيني من منابعه أسفل منتصف الحدود الشمالية لبنسلفانيا شمالًا غربيًا إلى نيويورك ثم في خط متعرج جنوبًا غربيًا عبر الحدود وعبر ولاية بنسلفانيا الغربية للانضمام إلى نهر مونونجاهيلا في فوركس أوف أوهايو على نقطة في بوينت ستيت بارك في وسط مدينة بيتسبرغ، بنسلفانيا. يعتبر نهر أليغيني المنبع الرئيسي لنهري أوهايو والميسيسيبي. تاريخيا كان النهر يعتبر أعلى نهر أوهايو من قبل كل من الأمريكيين الأصليين والمستوطنين الأوروبيين.
أصبح النهر الضحل صالحًا للملاحة من بيتسبرغ إلى شرق برادي من خلال سلسلة من الأقفال والسدود التي شُيدت في أوائل القرن العشرين. جزء يبلغ طوله 24 ميلاً من النهر العلوي في مقاطعتي وارن وماكين في ولاية بنسلفانيا ومقاطعة كاتاروجوس في نيويورك هو خزان أليغيني الذي أنشئ عن طريق إنشاء سد كينزوا في عام 1965 للسيطرة على الفيضانات.